# Liesbeth den Uylbrug
De Liesbeth den Uylbrug (brug 834) is een vaste brug in Amsterdam-Zuid, wijk Buitenveldert.
De voet- en fietsbrug vormt de verbinding tussen een aantal woontorens aan weerszijden van het water. De verbinding kruist de Van der Boechorststraat. Ten westen van die straat ligt Cronenburg, ten oosten van het water Egelenburg, Nijenburg en Assumburg, alle zijn woontorens. De brug maakt deel uit van een plaatselijk fietsnet dat soms ongelijkvloers ligt met het net voor het snelle verkeer. De brug dateert uit de periode nazomer 1965 tot zomer 1966; het ontwerp kwam toen steevast uit de koker van de Publieke Werken waar toen Dirk Sterenberg (samen met Dick Slebos) verantwoordelijk was voor de bruggen. Sterenberg werd gevraagd een tiental bruggen te ontwerpen naar en rondom het Gijsbrecht van Aemstelpark. De bruggen hebben een gelijk uiterlijk en zeker de deze brug 834 en brug 835 (ligt om de hoek bij de Den Uylbrug) die ook nog in aanbestedingspakket zaten. Ze zijn van gewapend beton met witte zijden, waarop groene metalen balustrades met een witte reling te zien zijn. De balustrades doen voor wat betreft sierlijkheid aan de ontwerpen van Piet Kramer denken (Kramer was al vertrokken bij PW). De brug van betonliggers is circa twintig meter lang en 4,5 meter breed, waarvan aan beide zijden 0,5 meter voor de leuningen/balustraden. De brug heeft drie doorvaarten, twee maal vierenhalf meter aan de randen en een maal negen meter breed in het midden. Het geheel wordt gedragen door een houten paalfundering.
De brug ging bijna zestig jaar anoniem door het leven, alleen aangeduid met haar nummer 834. In 2016/2017 kon de burgerij voorstellen indienen tot naamgeving van die anonieme bruggen. De gemeente keurde in maart 2017 de inzending voor een vernoeming naar de activiste, publiciste en PvdA-politica Liesbeth den Uyl, tevens vrouw van politicus Joop den Uyl goed. Het echtpaar woonde op Weldam, een straat even ten noorden van de brug.

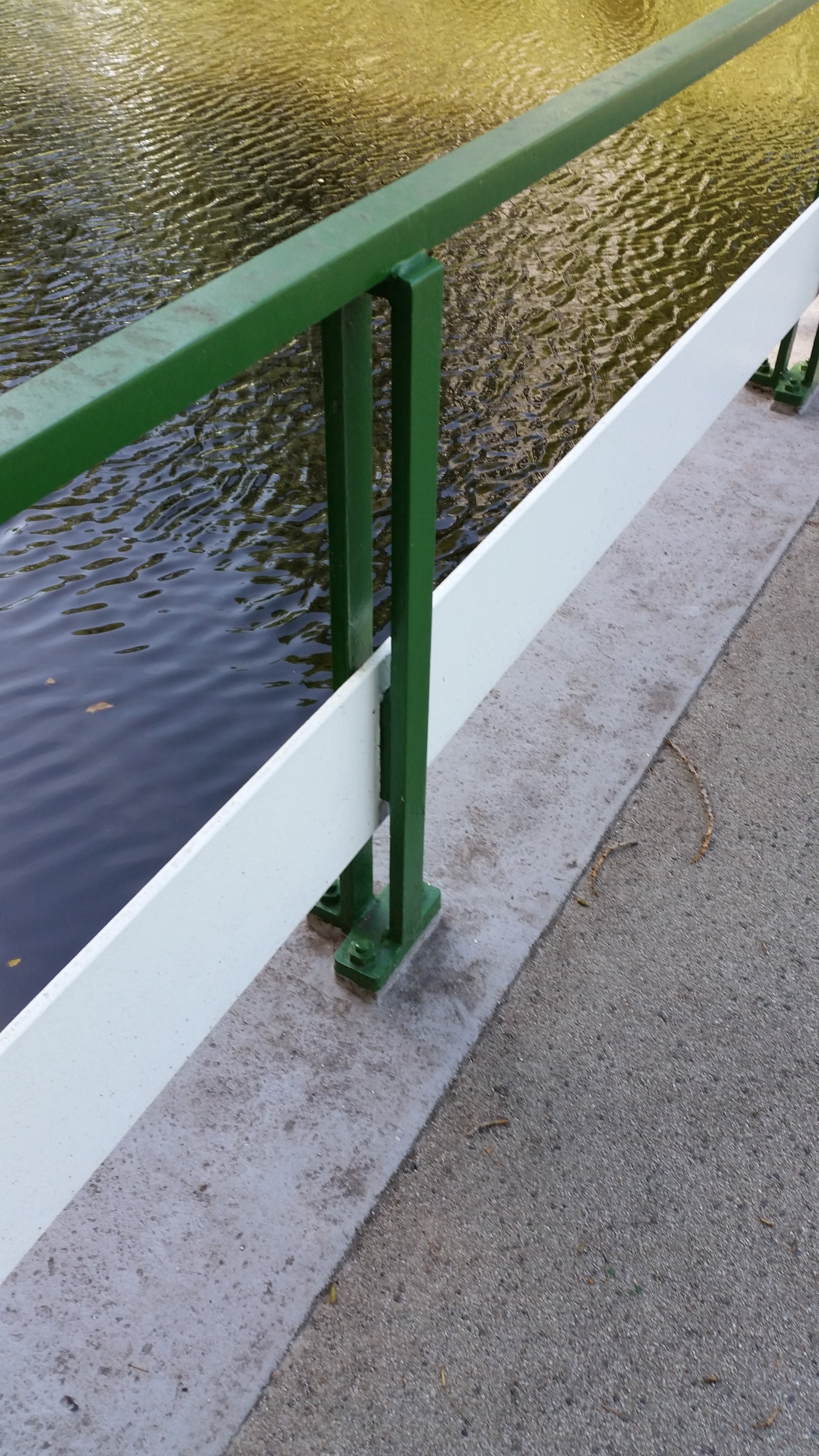
Detail van de leuning (oktober 2018)

<<< · 801 · 802 · 803 · 804 · 805 · 808 · 811 · 812 · 813 · 814 · 815 · 816 · 817 · 818 · 819 · 820 · 821 · 822 · 823 · 824 · 825 · 826 · 827 · 828 · 829 · 830 · 831 · 832 · 833 · 834 · 835 · 836 · 837 · 838 · 839 · 840 · 841 · 842 · 844 · 845 · 846 · 848 · 849 · 850 ·  854 · 856 · 857 · 858 · 859 · 860 · 863 · 864 · 865 · 866 · 867 · 868 · 869 · 870 · 871 · 872 · 873 · 875 · 876 · 877 · 889 · 890 · 891 · 892 · 893 · 895 · 896 · 897 · 898 · 899 · >>>
Brugnummers 800, 806, 807, 809, 810, 843 (gesloopt, Uilenstede, Amstelveen), 847 (Uilenstede, Amstelveen) , 851 (gesloopt, Dirk Sterenberg), 852 (gesloopt, Dirk Sterenberg), 853 (gesloopt, Dirk Sterenberg), 855, 861, 862, 874, 878, 879, 880, 881, 882, 883, 884, 885, 886, 887, 888, 894 zijn niet (meer) vergeven.